# Walter Campbell (gyeplabdázó)
Henry Joseph Brown (Dublin, Nagy-Britannia és Írország Egyesült Királysága, 1886. október 14. – Dublin, Írország, 1967. július 11.) olimpiai ezüstérmes ír gyeplabdázó.
A londoni 1908. évi nyári olimpiai játékokon indult, mint gyeplabdázó. Ezen az olimpián négy brit csapat is indult, de mindegyik külön nemzetnek számított. Ő az ír válogatott tagja volt, ami akkoriban az Egyesült Királyság része volt Nagy-Britannia és Írország Egyesült Királysága néven.